# Kaun Solgasson
Kaun Solgasson (también Solvasson, n. 655) fue un caudillo vikingo de Bergi, Hedmark, rey de Hordaland. Era hijo de Solgi Hrolfsson y padre de Bodvar Svina Kaunsson. Varios colonos de la Mancomunidad Islandesa proclamaron ser descendientes de Kaun.